# Ravi Zacharias
Ravi Zacharias (ur. 26 marca 1946 w Madras, Indie, zm. 19 maja 2020 w Atlancie) – kanadyjsko-amerykański apologeta chrześcijański, związany z ewangelicznym nurtem protestantyzmu. Założyciel i prezes organizacji Ravi Zacharias International Ministries (RZIM). Autor ponad 30 książek w dziedzinie apologetyki. Przemawiał na wielu prestiżowych uniwersytetach, takich jak Harvard, Dartmouth, Johns Hopkins i Cambridge. Po jego śmierci okazało się, że prowadził  podwójne życie, dopuszczając się przestępstw na tle seksualnym.

## Biografia
Ravi urodził się w Indiach i wychował w anglikańskiej rodzinie, został jednak ateistą. Jego nawrócenie na chrześcijaństwo nastąpiło podczas czytania Biblii w szpitalu, gdy jako nastolatek próbował popełnić samobójstwo. Wyemigrował do Kanady w wieku 20 lat. Tam rozpoczął swoją posługę w Chrześcijańskim i Misyjnym Sojuszu (CMA).
Ukończył licencjat z teologii na Ontario Bible College (obecnie Tyndale University) i uzyskał tytuł magistra na Trinity International University. W 1977 roku rozpoczął swoją posługę ewangelizacyjną dla Stanów Zjednoczonych. Został ordynowany przez CMA w roku 1980. W roku 1984 założył organizację RZIM, która rozrosła się do około 200 pracowników w 16 biurach na całym świecie, z 20 podróżującymi mówcami.
Jego najlepiej sprzedająca się książka – Man Live Without God? – sprzedała się w 1995 roku w 500 tys. egzemplarzy. Jego najnowsza książka – The Logic of God: 52 Christian Essentials for the Heart and Mind, w roku 2020, zdobyła nagrodę Evangelical Christian Publishers Association, w kategorii studiów biblijnych. Występował w programach radiowych Just Thinking i Let My People Think.
Stał się jednym z najsłynniejszych chrześcijańskich apologetów na świecie. Zmarł 19 maja 2020, zostawiając żonę Margaret i ich troje dzieci.
Po jego śmierci okazało się, że przez lata systematycznie dopuszczał się wykorzystywania seksualnego. Po raz pierwszy w 2017 r. kanadyjska pracowniczka RZIM, Lori Anne Thompson postawiła Raviemu zarzuty duchowego nadużycia władzy i molestowania seksualnego, ale zostały one rozstrzygnięte pozasądowo. W sierpniu 2020 r. trzy inne pracowniczki wniosły przeciwko niemu oskarżenia o wykroczenia na tle seksualnym. Zarząd RZIM nie zlecił zbadania tych incydentów przez niezależny zespół ekspertów aż do czasu po jego śmierci i po obalającym artykule w Christianity Today z 29 września 2020 r., który potwierdził wykroczenia seksualne i nadał im większy zakres niż się spodziewano. W oparciu o zeznania dziesiątek świadków oraz dane z jego czterech telefonów komórkowych wykazano również wykorzystywanie środków finansowych należących do organizacji RZIM w celu uciszenia i przekupiania ofiar. Na początku 2021 roku zarząd RZIM opublikował wyniki dochodzenia i wyraził żal, że wcześniej nie potraktował tych zarzutów wobec Raviego z należytą powagą. Ponadto zarząd oświadczył, że mechanizmy kontroli, struktury organizacyjne poddano weryfikacji i poprawie. Dyrektorka Sarah Davis, córka Raviego, ogłosiła w marcu 2021 roku drastyczne zmiany w organizacji, polegające na rezygnacji z międzynarodowych wykładów apologetycznych, zwolnieniu 60 procent pracowników i zaprzestaniu zbierania datków. Działalność ograniczono do głoszenia Ewangelii, zapobiegania nadużyciom seksualnym i pomocy ofiarom nadużyć seksualnych.